# The Music Man
 The Music Man és una pel·lícula estatunidenca dirigida per Morton DaCosta, estrenada el 1962.

## Argument
Harold Hill, un farsant xerraire, s'atura en una petita ciutat i convenç els seus habitants per formar una banda de música infantil. Quan aconsegueix reunir els diners necessaris per tirar endavant el projecte... marxa sense deixar rastre. Buscant un altre poble per estafar, Hill arriba a River City, a Iowa, on intentarà persuadir els seus habitants que l'única manera de salvar la joventut és organitzant una banda de nois. El que no imagina Hill és que la professora de música del poble, Marian Paroo, trastocarà per complet els seus plans.

## Repartiment
- Robert Preston: Harold Hill
- Shirley Jones: Marian Paroo
- Buddy Hackett: Marcellus Washburn
- Hermione Gingold: Eulalie Mackechnie Shinn
- Paul Ford: Mayor George Shinn
- Pert Kelton: Mrs. Paroo
- Timmy Everett: Tommy Djilas
- Susan Luckey: Zaneeta Shinn
- Ron Howard: Winthrop Paroo
- Harry Hickox: Charlie Cowell
- Charles Lane: Constable Locke
- Mary Wickes: Mrs. Squires

## Premis i nominacions

### Premis
- Oscar a la millor banda sonora per Ray Heindorf
- Globus d'Or a la millor pel·lícula musical o còmica

### Nominacions
- Oscar a la millor pel·lícula per Morton DaCosta
- Oscar a la millor direcció artística per Paul Groesse, George James Hopkins
- Oscar al millor vestuari per Dorothy Jeakins
- Oscar al millor so per George Groves (Warner Bros. SSD)
- Oscar al millor muntatge per William H. Ziegler
- Globus d'Or a la millor actriu musical o còmica per Shirley Jones
- Globus d'Or al millor actor musical o còmic per Robert Preston
- Globus d'Or a la millor actriu secundària per Hermione Gingold
- Globus d'Or al millor director per Morton DaCosta
- Globus d'Or a la millor banda sonora per Meredith Willson